# FIM North America
FIM North America, pol. Północnoamerykańska Federacja Motocyklowa – północnoamerykańska organizacja pozarządowa, zrzeszająca 3 narodowe federacje sportów motocyklowych.
Północnoamerykańska Federacja Motocyklowa jest jednym z sześciu oddziałów Międzynarodowej Federacji Motocyklowej (FIM), została założona w 1998 roku. Do głównych zadań federacji należy ustanawianie kalendarza rozgrywek sportowych w których wyłaniani są mistrzowie kontynentalni w poszczególnych dyscyplinach.

## Dyscypliny sportowe
- superbike
- supermoto
- trial
- żużel
- mini bike

## Członkowie
- American Motorcyclist Association
- Barbados Motoring Federation
- Canadian Motorcycle Association